# 김복남 살인 사건의 전말
"김복남 살인 사건의 전말"(金福南 殺人事件의 前末)은 2010년에 개봉한 장철수 감독의 대한민국 영화이다.

## 캐스팅
- 서영희 - 김복남 역
- 황금희 - 해원 역
- 백수련 - 동호 할매 역
- 박정학 - 만종 역
- 배성우 - 철종 역
- 오용 - 득수 역
- 이지은 - 연희 역
- 김경애 - 파주 할매 역
- 손영순 - 순이 할매 역
- 이명자 - 개똥 할매 역
- 유순철 - 치매 할배 역
- 조덕제 - 서 경사 역
- 채시현 - 미란 역
- 황지노 - 양키즈 역
- 황민호 - 다저스 역
- 홍재성 - 장 경사 역
- 정기섭 - 최 경장 역
- 명로진 - 지점장 역
- 김경란 - 대출 노인 역
- 육세진 - 무도경찰 1 역
- 안수호 - 장씨 역
- 김우석 - 어린 서 경사 역

## 수상
2010년 부천국제판타스틱영화제
- 작품상
- 여우주연상 (서영희)
- 후지필름 이터니티상

2011년 황금촬영상
- 작품상
- 촬영상(동상) - 김기태
- 신인여우상 - 지성원

## 이모저모

### 명로진의 배우 은퇴작
- 명로진은 해당 영화를 마지막 작품으로써 24년간의 배우 생활의 은퇴를 선언하고 작가로 전향하였다.